# Вільям Кавендіш
Вільям Кавендіш (англ. William Cavendish; 27 грудня 1552 — 3 березня 1626) — державний діяч королівства Англії, 1-й граф Девоншир.

## Життєпис
Походив з англійського роду джентрі Кавендішів. За жіночою лінією був пов'язаний з династією Стюартів: його стрийня Єлизавета була дружиною Чарльза Стюарта, графа Леннокса. Другий син Вільяма Кавендіша та Єлизавети Гардвік, відомої як Бесс із Гардвіка.Народився 1552 року. Його батько за часів королеви Єлизавети I активно скупляв колишні монастирські землі. 1557 року помирає батько. Виховувався матір'ю, яка 1568 року вийшла заміж за Джорджа Талбота, графа Шрусбері. З його синами від першого шлюбу Вільям Кавендіш отримав освіту. Потім навчався в Клер-Коледжі Кембридзького університету.
1580 року пошлюбив представницю роду Кайлі. 1586 року обирається до Палати громад парламенту від Ліверпуля, а 1588 року — від Ньюпорту. 1595 року призначено верховним шерифом Дербіширу. 1603 року стає мировим суддею. Завдяки протекції небоги Арабелли отримав від короля Якова I титул барона Гардвіка. Загалом не втручався у політичні інтриги.
1606 року увійшов до складу Вірджинської компанії, що займалася заснування колонії в Північній Америці. 1608 року помирає його мати. 1615 року стає членом ради Острівної Компанії Сомерса, що займалася колонізацією Бермудських островів. 1616 року помер старший брат Генріх, після чого успадкував величезні статки. 1618 року брав участь в придушенні заворушень в Вілтширі. Того ж року стає графом Девонширу. Начебто за титул Кавендіш заплатив 10 тис. фунтів стерлінгів. 1619 року призначено лорд-лейтенантом Дербіширу.
Помер Вільям Кавендіш 1626 року.

## Родина
1. Дружина — Анна, донька Генріха Кайлі
Діти:
- Вільям (близько 1590—1628), 2-й граф Девоншир
- Френсіс (1593—1613), дружина барона Вільяма Мейнарда
- Гілберт
- Джеймс (помер у дитинстві)

2. Дружина — Елізавета, донька Едварда Боутона
Діти:
- Джон (д/н—1618)